# Fort Saint-Louis du Rocher
 (novembre 2023).
Si vous disposez d'ouvrages ou d'articles de référence ou si vous connaissez des sites web de qualité traitant du thème abordé ici, merci de compléter l'article en donnant les références utiles à sa vérifiabilité et en les liant à la section « Notes et références ».
Le Fort Saint-Louis du Rocher fut le premier fort Saint-Louis, établi par René Robert Cavelier de La Salle et Henri de Tonti en 1682.

## Historique
Après avoir établi Fort Crèvecœur en janvier 1680 au lac Peoria, La Salle le laissa sous le commandement de son fidèle lieutenant Henri de Tonti alors qu'il retournait vers le nord pour obtenir des fournitures supplémentaires. En route vers le haut de la rivière des Illinois, il a noté sur sa rive sud un éventail de falaises de grès irrégulières, culminant dans une culée naturelle s'élevant perpendiculairement à une altitude de 126 mètres et accessible sur un seul de ses côtés. La Salle a immédiatement reconnu qu'il s'agissait d'une véritable forteresse et n'oublia pas le site.  
En 1682, après son mémorable voyage de découverte vers le bas du Mississippi jusqu'au golfe du Mexique, La Salle et Tonti retournèrent vers le nord avec leur équipe. Plus tard, en décembre de la même année, La Salle et Tonti font la connaissance d'un grand village amérindien près de la ville d'Utica sur la rive nord de la rivière Illinois — dans le comté de La Salle actuel — presque en face de la falaise de grès, connue par les amérindiens comme Starved Rock (Le Rocher affamé). La Salle était déterminé à y établir une base pour son administration et le développement de la haute vallée du Mississippi. Il mit ses hommes à travailler sur un entrepôt de pins rabougris, qu'il entoure avec une forte palissade de bois dont les éléments devaient être laborieusement traînés pendant l'ascension de la falaise. Le fort fut achevé au cours de l'hiver. En l'honneur de son roi, La Salle a nommé cet endroit fortifié Fort Saint-Louis, diversement appelé aussi Fort Saint-Louis du Rocher et Fort Saint-Louis des Illinois. Par droit de son brevet royal ou licence, l'explorateur a statué le fort et ses environs comme une seigneurie.
En 1687, La Salle est assassiné par un de ses propres partisans le long de la côte du Golfe, au Texas. Avec sa mort, le destin du Fort Saint-Louis du Rocher fut scellé. En raison de la forte pression des Iroquois dans le pays des Illinois, le fort a été pratiquement abandonné en 1691. Tonti a cependant maintenu des liens avec le fort jusqu'en 1702, bien qu'il ne fut occupé que par intermittence jusqu'alors. Des traiteurs français aurait résidé sur « Le Rocher », comme on l'appelait, en 1718. Charlevoix, passant ici en 1721, trouva seulement des palissades en ruines. Ainsi, le fort tomba dans l'oubli. Aujourd'hui, environ six miles à l'ouest d'Ottawa, le parc d'État de Starved Rock (en) est dominé par le sommet de Starved Rock lui-même et conserve regroupés autour du fort certains des sites des communautés amérindiennes.

## Les déboires de La Salle

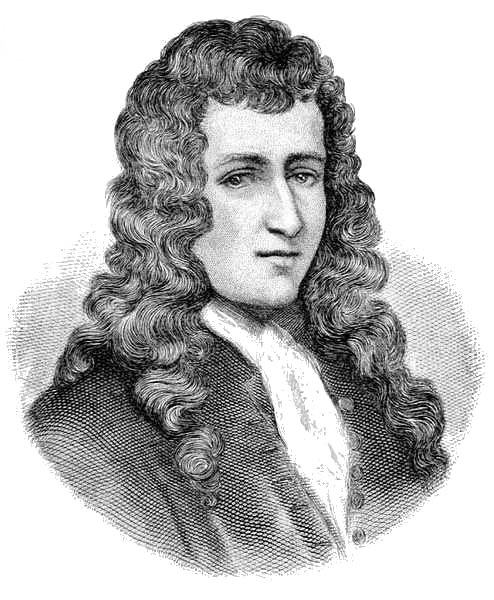
Portrait de René-Robert Cavelier, Sieur de La Salle, qui établit la première colonie française dans le nord de l'Illinois.

La butte appelée  Le Rocher, a fourni une position avantageuse pour le fort au-dessus de la rivière des Illinois. Une palissade en bois a été la seule forme de défense que La Salle a utilisée dans la sécurisation du site. L'intérieur du fort comprenait quelques maisons en bois et abris amérindiens. Les Français avaient décidé que le fort Saint-Louis serait le premier de plusieurs forts pour se défendre contre les incursions des Anglais et garder leurs colonies confinées à la côte est. Leurs alliés de plusieurs tribus indigènes des régions orientales accompagnaient les Français, qui les avaient intégrés via Kaskaskia : les Miamis, Shawnees et Mahicans. Les tribus avaient établi une nouvelle colonie au pied de la butte appelée La Plaza. Le monopole de La Salle se termina après cinq ans, du fait du nouveau gouverneur Joseph-Antoine Le Febvre de La Barre qui souhaitait obtenir Fort Saint Louis, ainsi que le Fort Frontenac pour lui-même. Par ordre du gouverneur, les commerçants et son agent ont été escortés en Illinois
Lors des guerres intercoloniales, les Français utilisèrent le fort comme un refuge contre les attaques des Iroquois qui étaient alliés avec les Britanniques. Les Iroquois ont forcé les colons, alors commandés par Henri de Tonti, à abandonner le fort en 1691. De Tonti réorganisa les colons à Fort Pimiteoui, aujourd'hui Peoria. Les troupes françaises commandées par le fonctionnaire colonial Pierre Deliette ont occupé Fort Saint-Louis de 1714 à 1718. La compétence de Deliette dans cette région prit fin lorsque le territoire fut transféré du Canada à la Louisiane. Trappeurs de fourrures et commerçants utilisèrent le fort périodiquement au début du XVIIIe siècle, jusqu'à ce qu'il soit devenu trop vétuste. Aucune trace du fort ne demeure aujourd'hui sur le site.